# Sarobides flavipicta
Sarobides flavipicta là một loài bướm đêm trong họ Noctuidae.